# Prosotas nelides
Prosotas nelides är en fjärilsart som beskrevs av De Nicéville 1895. Prosotas nelides ingår i släktet Prosotas och familjen juvelvingar. Inga underarter finns listade i Catalogue of Life.